# Agostino Maria Neuroni
Agostino Maria Neuroni OFMCap; Taufname: Cesare Filippo Bartolomeo Neuroni (* 19. Februar 1690 in Lugano; † 22. April 1760 in Como) war Bischof von Como.

## Leben
Agostino Maria Neuroni war der Sohn von Agostino Neuroni, Stadtschreiber von Lugano und Oberst in venezianischen Diensten und dessen Ehefrau Ludovica Gatti, die einer führenden Familie des Veltlins entstammte.
Er besuchte die Schulen bei den Somaskern in Lugano und das Collegio Papio in Ascona. Im Jahr 1707 trat er in den Kapuzinerorden ein und legte 1708 sein Profess ab; am 1. April 1713 erhielt er die Priesterweihe. Von 1731 bis 1732 war er Guardian im Kapuzinerkloster Mendrisio. Seine gelehrten und eleganten Busspredigten trugen ihm die Gunst Karls VI. ein, der ihn 1732 nach Wien rief und auch mit diplomatischen Missionen betraute.
Papst Benedikt XIV. 1746 ernannte ihn als Nachfolger von Paolo Cernuschi zum Bischof von Como, die Weihe führte Bischof Camillo Paolucci am 19. Juni 1746 durch; hierzu gab Gian Pietro Riva (1696–1785) im folgenden Jahr eine Gedichtsammlung heraus.
1747 gründete Agostino Maria Neuroni in Lugano das Kapuzinerinnenkloster San Giuseppe.

## Schriften (Auswahl)
- La vita di San Giovanni Oldrati. Per Giambattista Peri Stampatore Vescovile, Como 1741.
- In morte di Carlo VI imperador de’ romani: Orazione detta in Vienna. Appresso il Komarek al Corso in piazza di Sciarra, Roma 1745.
- Epistola pastoralis ad clerum & populum Novocomensem. Ex typographia Komarek, Roma 1746.
- Joannes Carolus Chicheri; Agostino Maria Neuroni: Joannes Carolus Chicheri Bellinzonae insigni oppido natus, Collegii Helvetici convictor, et Academiae Hypheliomacorum princeps theologicam lauream illustrissimo, & reverendissimo D.D. Fr. Augustino Mariae Neuroni ordinis Capuccinorum, episcopo Novocomensi. Apud Franciscum Agnellum superiorum permissu, Milano 1747.
- Abbondio Luigi Della Porta; Agostino Maria da Lugano Neuroni; Giambattista Peri: La vita di San Giovanni Oldrati detto da Meda, e per enfasi il prete, fondatore dell’Ordine primario sacerdotale degli Umiliati: nuovamente raccolta e consagrata all’illustrissimo e reverendissimo monsignore fr. Agostin-Maria Neuroni dell’Ordine de’ Cappucini vescovo di Como e conte. Per Giambattista Peri stampatore vescovile, Como 1748.
- Lettera pastorale instruttiva e pratica per ben ricevere il santo giubbileo pubblicato nella città e diocesi di Como in esecuzione de’ supremi comandamenti della santità di nostro signore Benedetto papa 14 felicemente regnante. Per Giambattista Peri, Como 1751.